# Cenovo (dolina)

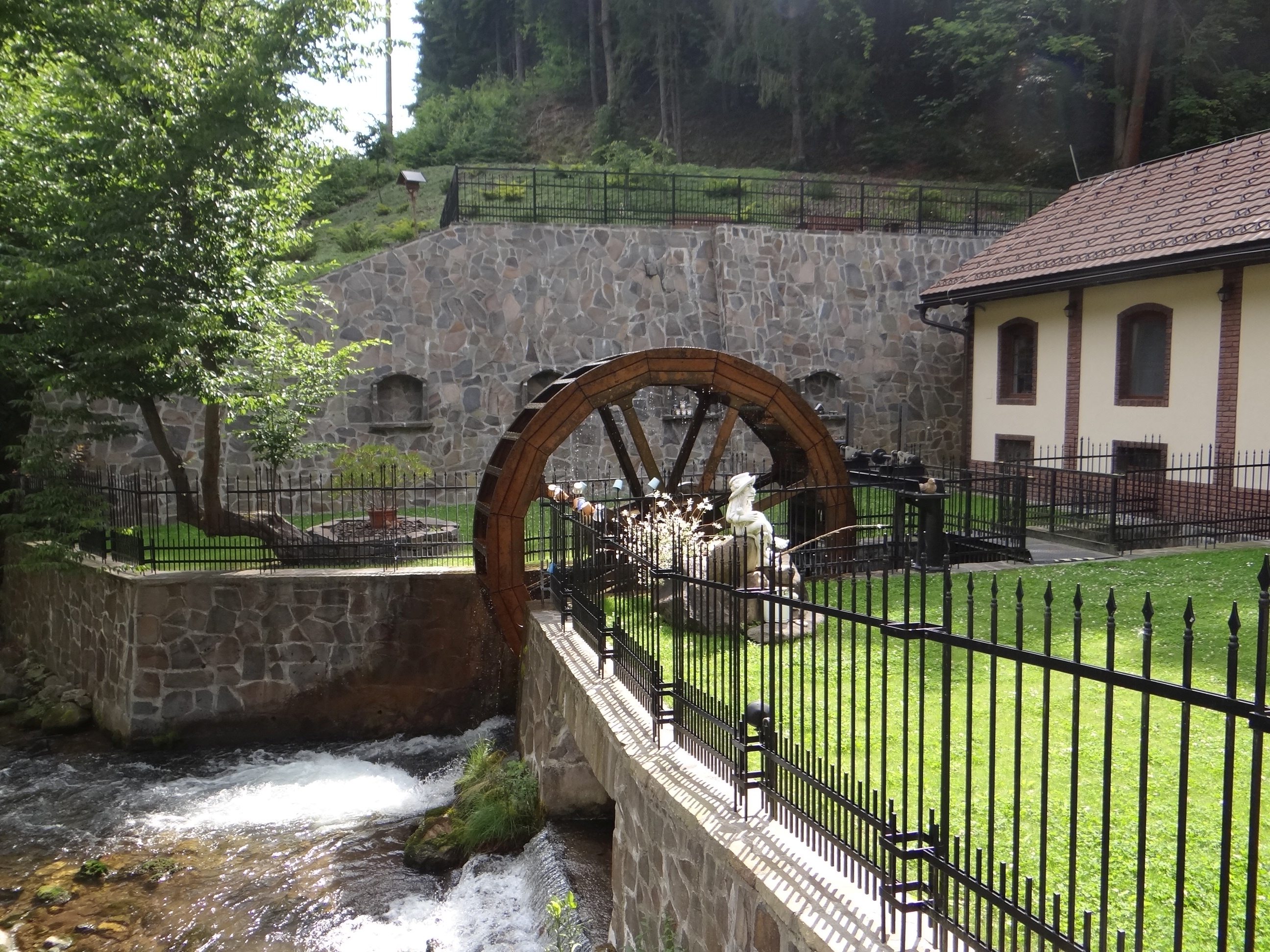
Kolo wodne w wylocie doliny

Cenovo lub Na Košiari – dolina w Górach Kremnickich na Słowacji będąca orograficznie prawym odgałęzieniem Harmaneckiej doliny. Górą podchodzi pod szczyty Sokolie (873 m), Fintova (821 m), Tabla (1178 m) Štefanka (1010 m) i Vápenica (1022 m). Lewe zbocza doliny tworzy północny grzbiet Vápenicy (Kotolnica) z Jaskinią Harmaniecką. Prawe zbocza doliny tworzy odchodzący od Sokoliego grzbiet Na Košiari. Dolina ma dwa lewe odgałęzienia: doliny Matanová i Racvalová.
Dolina ma wylot na wysokości około 450 m w górnej części zabudowań miejscowości Harmanec. Jej dnem spływa potok Cenovo. W wylocie doliny zamontowano koło wodne będące atrakcją turystyczną.  Jest całkowicie porośnięta lasem. Jej dnem prowadzi droga, w dolnej części asfaltowa. Drogą ta poprowadzono szlak turystyki pieszej i rowerowej. 

## Szlaki turystyczne
Harmanec – dolina Cenovo – Pod Holým vrškom (skrzyżowanie z zielonym szlakiem Gór Kremnickich). Odległość 3,9 km, suma podejść 305 m, czas przejścia 1:15 h, z powrotem 1 h